# Поглавица
Поглавица је поглавар, вођа у народима често са племенском организацијом друштва. За разлику од врача, духовног вође, поглавица је најчешће само световни поглавар, представник извршне власти већа „стараца“, „мудрих“ и сл. Нека племена немају поглавицу, а нека га бирају само за време рата. У народу Хереро поглавица је потомак оснивача племена. Поглавица може бити најбогатији сточар, најбољи ратник или говорник (северноамерички Индијанци). У неким народима, поглавица има одређене повластице којима истиче своју моћ (кућа на наистакнутијем месту у селу, право прве брачне ноћи и сл.). У неким афричким племенима поглавица једини сме носити одећу од лављег или леопардовог крзна, а у Ескима од видриног.